# Ninh Kiều
Ninh Kiều là một phường và là trung tâm hành chính thuộc thành phố Cần Thơ, Việt Nam.

## Địa lý
Phường Ninh Kiều có vị trí địa lý:
- Phía đông và phía bắc giáp phường Cái Khế
- Phía tây giáp phường Tân An
- Phía nam giáp phường Hưng Phú với ranh giới là sông Cần Thơ.

Phường Ninh Kiều có diện tích 5,42 km², dân số năm 2024 là 119.547 người, mật độ dân số đạt 22.056 người/km².

## Lịch sử
Dưới thời nhà Nguyễn, Tân An là một thôn thuộc tổng Định Bảo, huyện Vĩnh Định, phủ Tân Thành, tỉnh An Giang.
Năm Minh Mạng thứ 20 (1839), thôn Tân An vẫn thuộc tổng Định Bảo, tuy nhiên lại chuyển sang thuộc sự quản lý của huyện Phong Phú, phủ Tuy Biên, tỉnh An Giang. Lúc bấy giờ, ngoài việc gọi theo địa danh hành chính chính thức, thôn Tân An còn được gọi bằng địa danh tên Nôm phổ biến hơn là "Cần Thơ".
Đến thời Pháp thuộc, tỉnh Cần Thơ được thành lập, tỉnh lỵ đặt tại làng Tân An thuộc tổng Định Bảo, quận Châu Thành. Lúc này, làng Tân An vừa đóng hai vai trò là nơi đặt quận lỵ quận Châu Thành và tỉnh lỵ tỉnh Cần Thơ.
Dưới thời Việt Nam Cộng hòa, tỉnh Cần Thơ được đổi tên thành tỉnh Phong Dinh. Ban đầu, xã Tân An vẫn đóng hai vai trò là quận lỵ quận Châu Thành và tỉnh lỵ của tỉnh Phong Dinh (tỉnh lỵ vẫn giữ nguyên tên là "Cần Thơ"). Tuy nhiên, về sau quận lỵ quận Châu Thành lại được dời về Cái Răng, về mặt hành chính thuộc xã Thường Thạnh.
Ngày 30 tháng 9 năm 1970, Thủ tướng Chính phủ Việt Nam Cộng hòa ban hành Sắc lệnh số 115-SL/NV về việc cải biến xã Tân An thuộc quận Châu Thành, tỉnh Phong Dinh và các phần đất phụ cận thành thị xã Cần Thơ là thị xã tự trị trực thuộc chính quyền Trung ương Việt Nam Cộng hòa, đồng thời kiêm tỉnh lỵ tỉnh Phong Dinh. 
Thị xã Cần Thơ có 2 xã: Tân An, Thuận Đức, ấp Lợi Nguyên thuộc xã An Bình và ấp Bình Nhựt thuộc xã Long Tuyền.
Ngày 7 tháng 6 năm 1971, Thủ tướng Chính phủ Việt Nam Cộng hòa ban hành Nghị định số 585-NĐ/NV về việc:
- Thành lập Quận 1 (quận Nhứt) trên cơ sở 5 khu phố: An Lạc, An Cư, An Nghiệp, An Hòa, An Thới.
- Thành lập Quận 2 (quận Nhì) trên cơ sở 3 khu phố: Hưng Lợi, Hưng Phú, Hưng Thạnh.

Ngày 22 tháng 8 năm 1972, Tổng trưởng Nội vụ Việt Nam Cộng hòa ban hành Nghị định số 553-BNV/HCĐP/NĐ về việc cải danh khu phố tại các thị xã thành phường.
Ngày 20 tháng 9 năm 1975, Bộ Chính trị ban hành Nghị quyết số 245-NQ/TW về việc hợp nhất tỉnh Cần Thơ (ngoại trừ huyện Thốt Nốt), tỉnh Sóc Trăng, tỉnh Trà Vinh, tỉnh Vĩnh Long thành một tỉnh, tên gọi tỉnh mới cùng với nơi đặt tỉnh lỵ sẽ do địa phương đề nghị lên.
Ngày 20 tháng 12 năm 1975, Bộ Chính trị ban hành Nghị quyết số 19/NQ về việc hợp nhất tỉnh Cần Thơ (bao gồm cả huyện Thốt Nốt của tỉnh Long Xuyên), tỉnh Sóc Trăng thành một tỉnh mới, tên gọi tỉnh mới cùng với nơi đặt tỉnh lỵ sẽ do địa phương đề nghị lên.
Ngày 24 tháng 2 năm 1976, Chính phủ Cách mạng lâm thời Cộng hòa miền Nam Việt Nam ban hành Nghị định số 3/NQ/1976 về việc hợp nhất tỉnh Cần Thơ, tỉnh Sóc Trăng và thành phố Cần Thơ thành một tỉnh mới, lấy tên là tỉnh Hậu Giang.
Ngày 21 tháng 4 năm 1979, Hội đồng Chính phủ ban hành Quyết định số 174-CP về việc:
- Chia phường An Lạc thành phường An Lạc và phường Tân An.
- Chia phường An Cư thành phường An Cư và phường An Hội.
- Chia phường Cái Khế thành phường Cái Khế và phường Thới Bình.
- Chia phường Hưng Lợi thành phường Hưng Lợi và phường Xuân Khánh.
- Sáp nhập Khóm 1 của phường An Hòa vào phường Cái Khế.

Ngày 26 tháng 12 năm 1991, Quốc hội ban hành Nghị quyết về việc chia tỉnh Hậu Giang thành tỉnh Cần Thơ và tỉnh Sóc Trăng.
Ngày 26 tháng 11 năm 2003, Quốc hội ban hành Nghị quyết số 22/2003/QH11 về việc chia tỉnh Cần Thơ thành thành phố Cần Thơ trực thuộc trung ương và tỉnh Hậu Giang.
Ngày 2 tháng 1 năm 2004, Chính phủ ban hành Nghị định số 05/2004/NĐ-CP về việc:
- Giải thể thành phố Cần Thơ cũ thuộc tỉnh Cần Thơ cũ.
- Thành lập quận Ninh Kiều thuộc thành phố Cần Thơ.
- Chuyển các phường An Hội, An Lạc, Tân An, Thới Bình, Xuân Khánh thuộc thành phố Cần Thơ về quận Ninh Kiều mới thành lập quản lý.

Ngày 11 tháng 2 năm 2020, Ủy ban Thường vụ Quốc hội ban hành Nghị quyết số 893/NQ-UBTVQH14 về việc sắp xếp các đơn vị hành chính cấp xã thuộc thành phố Cần Thơ giai đoạn 2019–2021 (nghị quyết có hiệu lực từ ngày 1 tháng 3 năm 2020). Theo đó, sáp nhập toàn bộ 0,34 km² diện tích tự nhiên, quy mô dân số là 6.464 người của phường An Hội và toàn bộ 0,47 km² diện tích tự nhiên, quy mô dân số là 10.257 người của phường An Lạc vào phường Tân An.
Phường Tân An có 1,37 km² diện tích tự nhiên và quy mô dân số là 21.924 người.
Ngày 28 tháng 9 năm 2024, Ủy ban Thường vụ Quốc hội ban hành Nghị quyết số 1192/NQ-UBTVQH15 về việc sắp xếp đơn vị hành chính cấp xã của thành phố Cần Thơ giai đoạn 2023–2025 (nghị quyết có hiệu lực từ ngày 1 tháng 11 năm 2024). Theo đó, sáp nhập toàn bộ 0,50 km² diện tích tự nhiên, quy mô dân số là 10.851 người của phường An Phú, toàn bộ diện tích tự nhiên là 0,35 km², quy mô dân số là 7.635 người của phường An Nghiệp và toàn bộ 0,61 km² diện tích tự nhiên, quy mô dân số là 23.313 người của phường An Cư vào phường Thới Bình.
Phường Thới Bình có 1,99 km² diên tích tự nhiên và quy mô dân số là 56.364 người.
Ngày 12 tháng 6 năm 2025, Quốc hội ban hành Nghị quyết số 202/2025/QH15 về việc sắp xếp đơn vị hành chính cấp tỉnh (nghị quyết có hiệu lực từ ngày 12 tháng 6 năm 2025). Theo đó, sáp nhập tỉnh Hậu Giang và tỉnh Sóc Trăng vào thành phố Cần Thơ.
Ngày 16 tháng 6 năm 2025:
- Quốc hội ban hành Nghị quyết số 203/2025/QH15[17] về việc Sửa đổi, bổ sung một số điều của Hiến pháp nước Cộng hòa xã hội chủ nghĩa Việt Nam. Theo đó, kết thúc hoạt động của đơn vị hành chính cấp huyện trong cả nước từ ngày 1 tháng 7 năm 2025.
- Ủy ban Thường vụ Quốc hội ban hành Nghị quyết số 1668/NQ-UBTVQH15[1] về việc sắp xếp các đơn vị hành chính cấp xã của thành phố Cần Thơ năm 2025 (nghị quyết có hiệu lực từ ngày 16 tháng 6 năm 2025). Theo đó, thành lập phường Ninh Kiều thuộc thành phố Cần Thơ trên cơ sở toàn bộ 1,37 km² diện tích tự nhiên, quy mô dân số là 35.229 người của phường Tân An; toàn bộ 1,99 km² diện tích tự nhiên, quy mô dân số là 53.607 người của phường Thới Bình và toàn bộ 2,06 km² diện tích tự nhiên, quy mô dân số là 30.711 người của phường Xuân Khánh thuộc quận Ninh Kiều.

Phường Ninh Kiều có 5,42 km² diện tích tự nhiên và quy mô dân số là 119.547 người.

## Văn hóa
- Di tích cấp Quốc gia Khám Lớn Cần Thơ.

## Kinh tế
Là phường trung tâm chính trị, kinh tế của thành phố Cần Thơ. Ninh Kiều có thế mạnh về du lịch, nhiều khách sạn, nhà hàng, điểm tham quan, giải trí, khu ẩm thực và dịch vụ công cộng khác; giao thông phát triển, thuận lợi; nhiều trung tâm thương mại, hàng hóa phong phú. Hệ thống ngân hàng, chăm sóc sức khỏe, mạng lưới trường học đa dạng, phát triển.
Tổng thu ngân sách cả nhiệm kỳ 2020-2025 của phường Ninh Kiều đạt 423,55 tỉ đồng, vượt chỉ tiêu. Hạ tầng đô thị, giao thông của phường được thành phố tập trung đầu tư xây dựng, tạo điều kiện thuận lợi thu hút đầu tư, hoạt động sản xuất, kinh doanh và nâng cao đời sống của nhân dân. Trong nhiệm kỳ 2020-2025, thành phố, quận đã triển khai thực hiện 26 công trình, dự án trên địa bàn, với tổng số vốn là 544,320 tỉ đồng; các phường đã vận động người dân cải tạo, nâng cấp 18 tuyến hẻm theo hình thức Nhà nước và nhân dân cùng làm, với tổng số tiền 20,932 tỉ đồng... 